# Ulrica Holmqvist
Ulrica Elisabet Holmqvist, född 8 oktober 1993 i Tveta, Södertälje, är en svensk basketspelare i den tjeckiska klubben Zabiny Brno. 
Den 186 cm långa Holmqvist har spelat hela karriären i Södertälje BBK och började spela när hon var 8-9 år. Hon spelade i det svenska U16-landslag 2009 bland annat i ungdoms-OS och var med och Sverige till bronsmatchen vid U18-EM i Oradea, Rumänien 2011.  